# Kohei Takayanagi
Kohei Takayanagi (født 14. april 1994) er en japansk fodboldspiller.